# Maldives Industrial Fisheries Company
Die Maldives Industrial Fisheries Company Limited, kurz MIFCO oder Mifco, ist ein maledivisches Unternehmen im Staatsbesitz. Mifco wurde am 1. November 1993 mit dem Ziel gegründet, die staatlichen Aktivitäten zur Verarbeitung und zum Export von Fischereiprodukten zu bündeln.

## Märkte und Produkte
Mifco verfolgt dabei den Ansatz, seine Produkte möglichst umweltfreundlich herzustellen und Produkte zu vermarkten, die zu 100 Prozent maledivischen Ursprungs sind. Die Hauptmärkte sind dabei Großbritannien, Deutschland, Frankreich, Japan, Thailand und Sri Lanka.
Hauptprodukt der Mifco sind verschiedene Arten von Thunfisch (Gelbflossen-Thunfisch und Bonita), die in verschiedenen Formen verarbeitet und verkauft werden. So wird neben Thunfisch in Konservendosen mit Öl, Wasser und verschiedenen Dressings auch Frischfisch und gefrorener Fisch exportiert. Mifco ist außerdem ein großer Hersteller von Fischmehl.

## Flotte
Die eigene Fangflotte von Mifco besteht aus 20 Fangbooten, drei Booten zum Fischen mit Langleine und wird durch ein Transportschiff und einen Tanker ergänzt. Die fünf zur Flotte gehörenden Kühlschiffe haben eine Kapazität von 2000 Tonnen (t). Auch Boote von lokalen Fischern arbeiten für Mifco und beliefern die Sammelboote und Verarbeitungsstätten.

## Qualitätssicherung
Das Unternehmen und seine Verarbeitungsunternehmen sind nach EFSIS (European Food Safety Inspection Service), HACCP, CLAS (Campden Laboratory Accreditation Scheme) und ISO 9000 zertifiziert. Die Fabriken von Mifco werden teilweise auch von unabhängigen Prüfinstituten und -organisationen überwacht, gerade um für die wichtigen Märkten Europa und Asien eine gleichbleibende Qualität sicherzustellen.

## Verarbeitungsstätten

### Felivaru Fisheries Complex
1977 wurde auf der Insel Felivaru der Felivaru Fisheries Complex (FFC) als Joint Venture zwischen der maledivischen Regierung und einem japanischen Unternehmen eröffnet und betrieb eine Verpackungsanlage für Konservendosen mit einer Leistung von 8 t. Als das japanische Partnerunternehmen 1982 ausstieg, entschied sich die Regierung die Fabrik zu übernehmen. Die Anlagenleistung wurde in den Jahren 1982 und 1986 auf 50 t gesteigert. Heute liegt die Leistung bei 85 t pro 8-Stunden-Schicht.
FFC stellt seine Dosen selbst her und produziert darüber hinaus bis zu 250 t Fischmehl pro Tag. Felivaru ist in der Lage 15 t Eis aus Salzwasser und 80 t aus Frischwasser herzustellen und rund 100 t Eis zu lagern. Des Weiteren sind Kühlhauskapazitäten für 750 t Fisch vorhanden und das Einfrieren von 40 t Fisch pro Schicht ist möglich.

### Koodoo Fisheries Complex
Der Fang der Fischer der südlichen Regionen wurde früher von Sammelschiffen aufgenommen und in die Verarbeitungseinrichtungen im Norden gebracht. Um die Qualität zu verbessern, wurde auf Koodoo, einer Insel die bis ins 19. Jahrhundert als Kubuddoo bezeichnet wurde, aufgrund ihrer Nähe zu den vier großen Fanginsel Vilingilli, Maamendhoo, Dhaandhoo und im Norden des Atolls Thinadhoo eine Fischankaufs- und Export-Einrichtung geplant. Der Koodoo Fisheries Complex (KFC) im Süden der Malediven wurde 1996 in Betrieb genommen.
Heute ist KFC in der Lage 450 t in 24 Stunden einzufrieren und besitzt Lagerkapazitäten für 2000 t. Der Landungsplatz ist für Schiffe bis 2500 t Tragfähigkeit geeignet. Zur Versorgung der Fischer mit Eis und damit zur Erhöhung der Qualität der angelieferten Fische wurde von Mifco eine Eiserzeugungsanlage mit einer Kapazität von 80 t pro Tag installiert.
Eine Spezialität von KFC ist die Herstellung von Katsuobushi aus dem Bonito. Es ist eine der Grundlagen für die Dashi in der japanischen Küche. Die Verarbeitung erfolgt dort unter technischer und qualitativer Überwachung von japanischen Spezialisten. Die Anlage wurde im Jahr 2003 erweitert und stellt heute 40 t Katsuobushi pro Monat für den Export nach Japan her.
KFC ist mit zwei Meerwasserentsalzungsanlagen ausgestattet, die 1000 t Wasser pro Tag entsalzt. Zusätzlich gibt es Lagerkapazitäten für je 800 t Wasser und Treibstoff.

### Kan’du Oiy Giri Fish Village
Der Betrieb des Kandu Oiy Giri Fish Village (KFV) begann am 26. Februar 1999. KFV wurde von vornherein für die Herstellung von Frischfisch-Produkten geplant, um in die Frischfischmärkte in Japan und Europa einzudringen. Deswegen ist KFV nur 6 Kilometer vom Malé International Airport entfernt.
KFV wurde schnell zu einem der größten Exporteure von gekühlten Produkten nach Europa. 2003 wurde die Betriebsstätte erweitert, um Fisch in Sashimi-Qualität für den japanischen Markt zu liefern. Diese Produkte werden meist mit Leine gefischt, gekühlt und dann mit dem Flugzeug nach Europa und Asien geflogen. 95 Prozent der Fische kommen so von KFV nach Europa.
Als sich Mifco 1997 entschied, wieder in den Markt für Frischfisch einzusteigen, begab man sich auf die Suche einer unbewohnten Insel in der Umgebung des Flughafens und der Hauptstadt Malé, da sonst der Transportweg für das Baumaterial zu weit gewesen wäre. Auf Kandu Oiy Giri wurde so die komplette Infrastruktur mit Verarbeitungsanlagen, Meerwasserentsalzung, Kühlung und den Büros und Unterkünften für die Arbeiter neu erbaut.
Zur Inbetriebnahme der Insel wurde auch ein neuer Hafen aufgeschüttet. Um die Insel wurde Wellenbrecher errichtet, um für die Fischerboote einen sicheren Ankerplatz zu schaffen.
Pro Tag können 10 t vakuum-verpackter Fisch produziert werden. Neben Thunfisch wird Schwertfisch und Marline für den Export verarbeitet, der zu 88 Prozent in das Vereinigte Königreich ausgeführt wird. Außer den vorgenannten Produkten werden auch spezielle Produkte für den lokalen Markt hergestellt.

### Addu
Anfang des 21. Jahrhunderts entschloss sich Mifco eine weitere Fabrik für die Verarbeitung von Frischfisch und die Herstellung von Katsuobushi zu errichten. Auch hier wurde ein Ort in der Nähe eines internationalen Flughafens, nämlich des Flughafens in Gan gewählt, der sich im Addu-Atoll befindet. Auch sollte durch die Errichtung der Addu Frischfisch-Fabrik ein regionaler Hafen auf der Insel Hithadhoo entwickelt werden.
Die Fabrik wurde für die Verarbeitung von 15 t Gelbflossen-Thun und die Herstellung von 20 t Katsuobushi und 50 t Eis pro Tag geplant. Für die Fabrik sollte eine 210 m lange Mole errichtet werden und eine komplette Infrastruktur geschaffen werden.
Die Arbeiten in Addu sollten im Juni 2005 abgeschlossen werden und 140 Arbeitsplätze schaffen. Allerdings ist nicht bekannt, ob das Projekt vollendet wurde.

## Sonstiges
- Zur Verbesserung der Versorgung der Malediven und Ausbau der Nutzung von Koodoo und damit des KFC wurden auf der Insel Bananen, Papaya, Kürbis, Aubergine und Paprika kultiviert. Des Weiteren wachsen Kokosnuss, Meerrettichbaum und Brotfruchtbaum natürlich auf der Insel.[10]
- Mifco vermarktet seit 1998 unter seinem eigenen Markennamen „Fasmeeru“ auf den Malediven eine Vielzahl seiner eigenen Produkte. Die angebotenen Produkte sind in erster Linie auf den maledivischen Geschmack abgestimmt und bestehen so hauptsächlich aus geräuchertem und getrocknetem Skipjack, einer Thunfischart, und „Rihaakuru“, einer lokalen Delikatesse. Die Vermarktung von Fasmeeru erfolgt neben der Lieferung an Geschäfte auch über einen eigenen Laden in Malé.[11]